# Festival de Velocidade de Goodwood

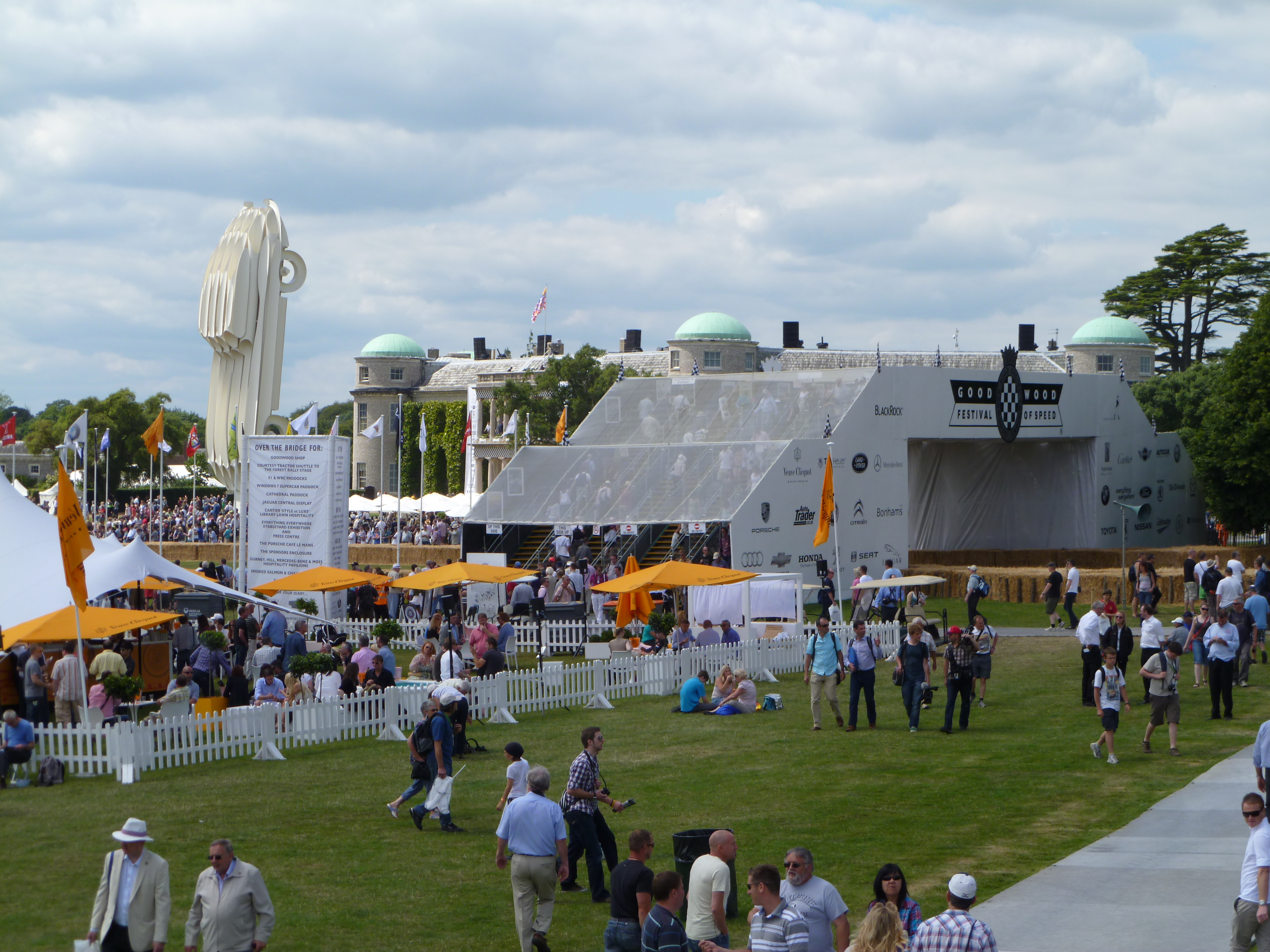
Festival de Velocidade de Goodwood de 2011.

O Festival de Velocidade de Goodwood (em inglês: Goodwood Festival of Speed) é um evento anual de corrida de montanha com veículos atuais e históricos realizado no Goodwood House, em West Sussex, Inglaterra, Reino Unido, próximo ao Circuito de Goodwood, é realizado no mês de julho, costuma atrair um grande público de mais de 100.000 pessoas.
O festival foi criado em 1993 por Charles Gordon-Lennox, 11.º Duque de Richmond, na intenção de resgatar a tradição automobilística da região de Goodwood.
Além do evento de corrida de montanha o festival conta com outros eventos como rali de floresta, exibição de carros e corridas de carrinho de rolimã.